# Louisiana (Missouri)
|  | Dieser Artikel wurde aufgrund von inhaltlichen Mängeln auf der Qualitätssicherungsseite des Projektes USA eingetragen. Hilf mit, die Qualität dieses Artikels auf ein akzeptables Niveau zu bringen, und beteilige dich an der Diskussion! Folgende Mängel sollten behoben werden, bevor diese Markierung entfernt werden kann: Kein Inhalt. |

Louisiana ist eine City im Nordosten des US-Bundesstaates Missouri, am Ufer des Mississippi River. Das U.S. Census Bureau hat bei der Volkszählung 2020 eine Einwohnerzahl von 3199 ermittelt.

## Geographie
Louisiana befindet sich an der Kreuzung von Missouri State Route 79 und US Highway 54. Die State Route folgt auf dem größten Teil ihrer Trasse zwischen Hannibal und dem St. Charles County dem Mississippi River. US-54 überquert den Fluss von Illinois her über die Champ Clark Bridge. Nach den Angaben des United States Census Bureaus hat die City eine Fläche von 8,86 km², wovon 8,11 km² auf Land und 0,75 km² auf Gewässer entfallen.
Die Gemarkung des Orts wird im Süden vom Noix Creek begrenzt, im Osten stimmt die Gemarkungsgrenze mit der Grenze zwischen den Bundesstaaten Missouri und Illinois überein.

## Söhne und Töchter der Stadt
- Claude Gillingwater (1870–1939), Schauspieler
- Lloyd C. Stark (1886–1972), Politiker